# Zuid-Thürings voetbalkampioenschap 1924/25
In 1924/25 werd het zesde voetbalkampioenschap van Zuid-Thüringen gespeeld, dat georganiseerd werd door de Midden-Duitse voetbalbond. 
FC Lauscha werd kampioen en plaatste zich voor de Midden-Duitse eindronde. De club verloor meteen van 1. Jenaer SV 03. 
TSV Sonneberg veranderde de naam in 1. SC Sonneberg 04. Deze club mocht naar de eindronde voor vicekampioenen, waar ze meteen verloren van SC Erfurt 1895. 

## Gauliga
| Plaats | Club                     | Wed. | W  | G | V  | Saldo | Ptn.  |
| ------ | ------------------------ | ---- | -- | - | -- | ----- | ----- |
| 1.     | 1. FC 07 Lauscha         | 18   | 12 | 5 | 1  | 51:16 | 29:7  |
| 2.     | 1. SC Sonneberg 04       | 18   | 13 | 2 | 3  | 54:15 | 28:8  |
| 3.     | SC 06 Oberlind           | 18   | 11 | 4 | 3  | 47:21 | 26:10 |
| 4.     | VfB 1907 Coburg          | 17   | 9  | 2 | 6  | 40:31 | 20:14 |
| 5.     | SV 1907 Neustadt/Coburg  | 16   | 5  | 6 | 5  | 32:30 | 16:16 |
| 6.     | SC 1903 Eisfeld          | 17   | 6  | 4 | 7  | 29:31 | 16:18 |
| 7.     | Sportring 1910 Sonneberg | 17   | 5  | 4 | 8  | 30:22 | 14:20 |
| 8.     | FC Viktoria 1909 Coburg  | 16   | 3  | 2 | 11 | 17:52 | 8:24  |
| 9.     | SV 1908 Steinach         | 15   | 2  | 2 | 11 | 11:36 | 6:24  |
| 10.    | SpVgg Neuhaus-Igelshieb  | 14   | 1  | 1 | 12 | 14:71 | 3:25  |

|  | Kampioen, geplaatst voor Midden-Duitse eindronde           |
|  | Geplaatst voor Midden-Duitse eindronde voor vicekampioenen |
|  | Degradatie                                                 |